# Borstendorf
Borstendorf ist seit dem 1. Januar 2015 ein Ortsteil der Gemeinde Grünhainichen im Erzgebirgskreis in Sachsen (Deutschland).

## Geografie
Borstendorf ist ein Waldhufendorf. Die westliche Grenze des Ortes bildet die Flöha. Von dort zieht sich der Ort in östliche Richtung bis in eine Höhe von rund 500 m. Den niedrigsten Punkt bildet die Flöha mit 330 m. Östlich des Ortes befindet sich der Röthenbacher Wald.

### Gliederung
Neben dem Hauptort liegt an der Flöha der Ortsteil Floßmühle. Dieser ist aus der ehemaligen Ansiedlung um den Floßplatz und der Papierfabrik entstanden.

## Geschichte

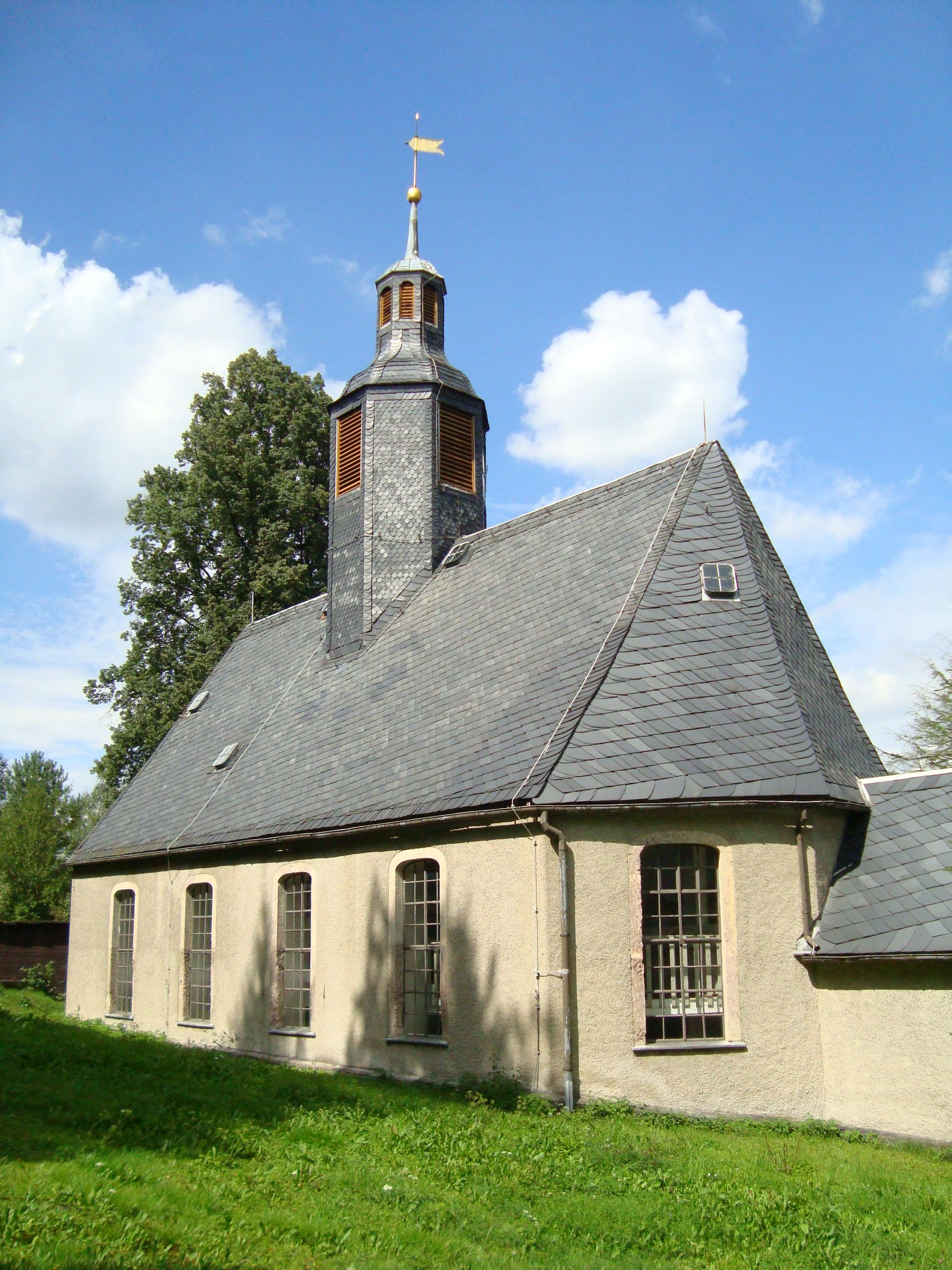
Kirche Borstendorf

1369 wurde die spätere Wüstung Röthenbach (ein Vorwerk der Burg Rauenstein) erstmals urkundlich erwähnt. Die erste urkundliche Erwähnung von Borstendorf ist für 1378 als Borsindorf nachweisbar. Der Name geht wahrscheinlich auf den Personennamen Boreš (Borso) zurück.
Mit der Reformation wurde Borstendorf 1539 Filialgemeinde der Parochie Waldkirchen. Mit dem Beginn der Flößerei auf der Flöha wurde um 1573 ein Floßplatz eingerichtet. Um 1617 wurde erstmals eine Schule erwähnt.
Gegen Ende des 17. Jahrhunderts entwickelte sich in Borstendorf der Geigenbau. 1746 wurde eine steinerne Brücke mit zwei Pfeilern über die Flöha errichtet. Im Jahr 1820 beschloss der Gemeinderat den Bau einer neuen Kirche. 1845 wurde die neue mautpflichtige Dorfstraße Waldkirchner Eppendorfer Halbchaussee fertiggestellt. Seit 1848 war Borstendorf Filialgemeinde der Parochie Grünhainichen. Mit der Inbetriebnahme der Bahnstrecke Reitzenhain–Flöha 1875 erhielt die Gemeinde Bahnanschluss, außerdem bekamen auch die Mühlen am Floßplatz einen Gleisanschluss. Am 13. Juli 1893 wurde ein neues Schulgebäude eingeweiht. Die Freiwillige Feuerwehr Borstendorf wurde 1897 gegründet. In den Jahren 1901 und 1902 wurde für die Floßmühle an der Flöha ein Elektrizitätswerk errichtet. 1903 wurde Borstendorf eigenständige Parochie. Ein öffentliches Elektrizitätsnetz wurde 1911/1912 installiert. 1927 ging die neu erbaute Wasserversorgung in Betrieb. 1927–1928 entstand ein Freibad. Aufgrund der im Ort zahlreich vorhandenen Hersteller von Schachbrettern wurde 1937 Schach Pflichtfach in der Borstendorfer Schule.
Nach dem Ende des Zweiten Weltkriegs wurde das größte ansässige Unternehmen, die Papierfabrik Floßmühle C. G. Schönherr, enteignet, 1946 erfolgte die Demontage der Fabrik, des Wasserkraftwerks und des Sägewerks als Reparationsleistung. 1959 wurde ein Dorfkino eröffnet. Bei der Schacholympiade 1960 in Leipzig war das Schachdorf Borstendorf mit einer eigenen Ausstellung vertreten. 1973 wurde ein Skischlepplift in Betrieb genommen. Von 1990 bis 1991 wurde eine Zentralkläranlage erbaut. Durch das Gemeindegebietsreformgesetz Chemnitz-Erzgebirge wurde Borstendorf 2001 Mitglied des Verwaltungsverbands Wildenstein. Ein einstimmiger Gemeinderatsbeschluss zum Austritt aus dem Verwaltungsverband Wildenstein und eine Eingliederung in die Gemeinde Leubsdorf im damaligen Landkreis Freiberg im Jahr 2006 blieb erfolglos. Daraufhin gründete sich eine Bürgerinitiative.
Zum 1. Januar 2015 erfolgte die Eingliederung der bisherigen Gemeinde Borstendorf in die Gemeinde Grünhainichen.

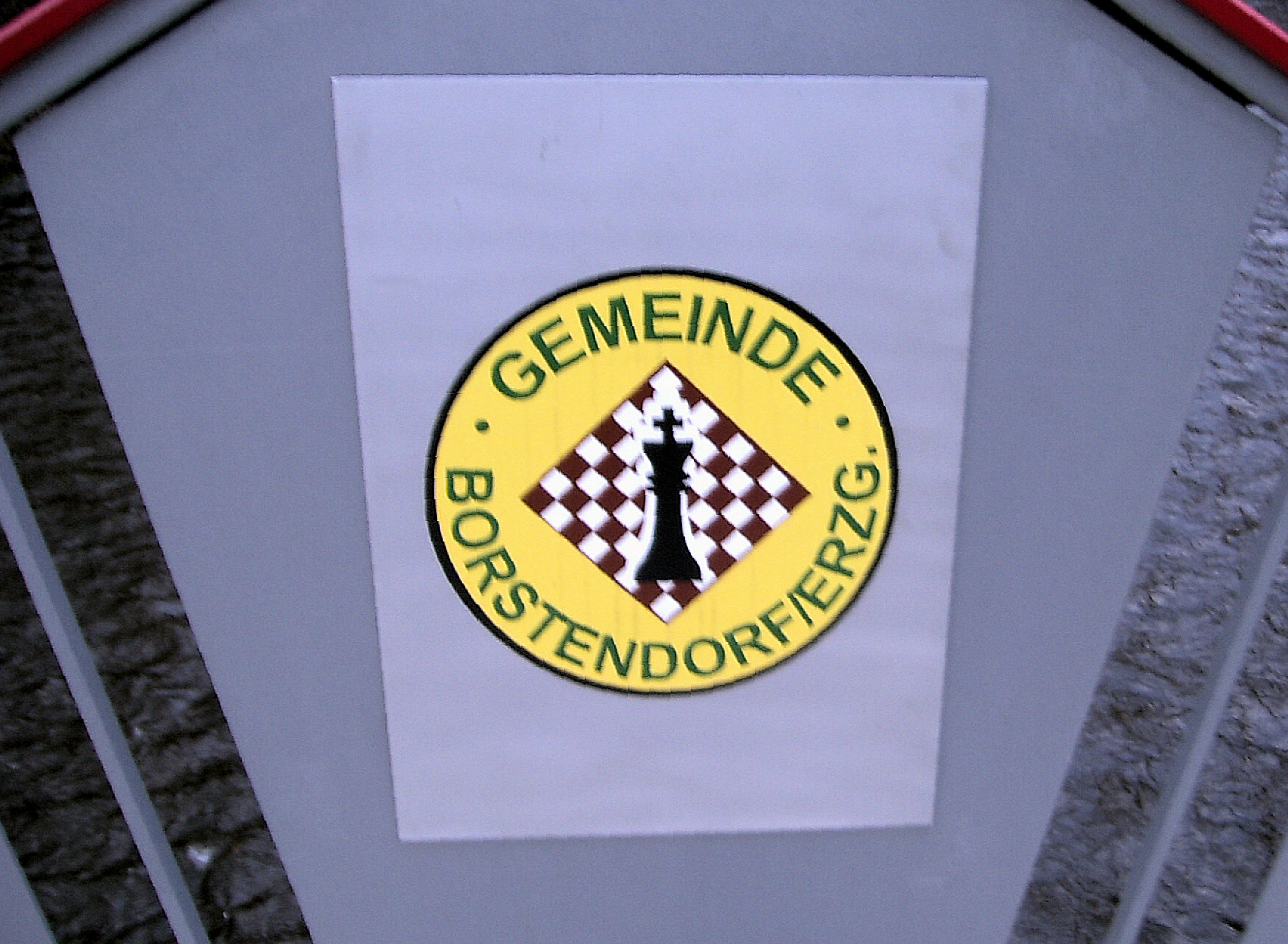
Wappendarstellung an der Flöhabrücke

### Einwohnerentwicklung
Folgende Einwohnerzahlen beziehen sich auf den 31. Dezember des angegebenen Jahres mit dem Gebietsstand Januar 2007:
| 1982 bis 1988 - 1982 – 2155 - 1983 – 2121 - 1984 – 2074 - 1985 – 2081 - 1986 – 2056 - 1987 – 2035 - 1988 – 1991 | 1989 bis 1995 - 1989 – 1940 - 1990 – 1884 - 1991 – 1824 - 1992 – 1786 - 1993 – 1895 - 1994 – 1875 - 1995 – 1908 | 1996 bis 2002 - 1996 – 1908 - 1997 – 1813 - 1998 – 1688 - 1999 – 1680 - 2000 – 1629 - 2001 – 1601 - 2002 – 1587 | 2003 bis 2009 - 2003 – 1462 - 2004 – 1464 - 2005 – 1465 - 2006 – 1430 - 2007 – 1414 - 2008 – 1406 - 2009 – 1408 | 2010 bis 2014 - 2010 – 1374 - 2011 – 1373 - 2012 – 1327 - 2013 – 1306 - 2014 – 1302 |

 Quelle: Statistisches Landesamt des Freistaates Sachsen

### Gedenkstätten
Gedenksteine auf dem Rathausvorplatz und an der Feierhalle des Friedhofs erinnern an zwei unbekannte jüdische KZ-Häftlinge. Ihre Grabstätte und ein Steinkreuz finden sich auf dem Ortsfriedhof.

## Politik

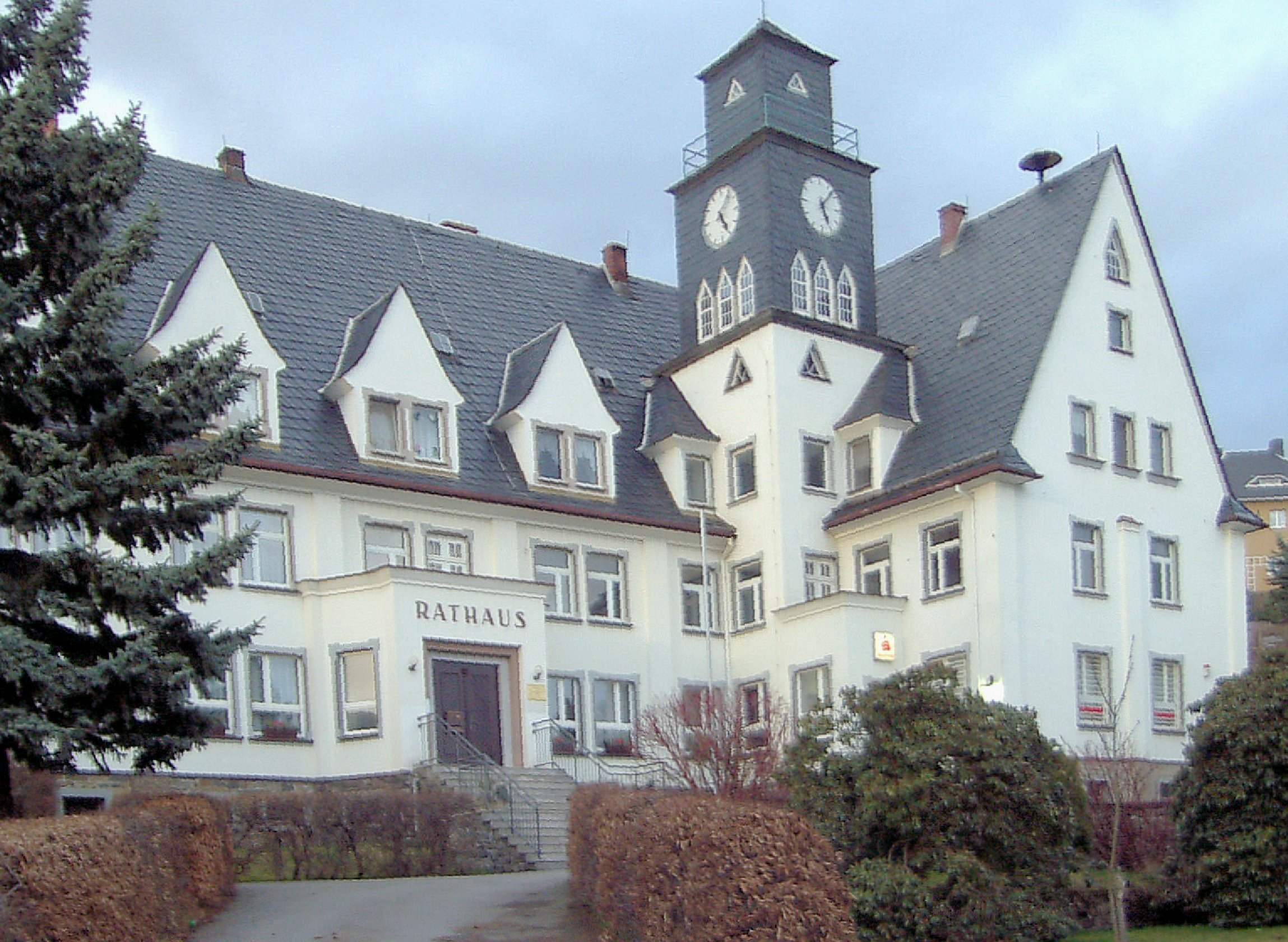
Borstendorfer Rathaus

### Gemeinderat
Nach der Gemeinderatswahl am 25. Mai 2014 setzte sich der 10 Sitze umfassende Gemeinderat wie folgt zusammen:
- SG Rotation Borstendorf e. V. (SGR): 6 Sitze
- Freie Wählervereinigung Borstendorf (FWB): 4 Sitze

### Bürgermeister
- 1990 bis Juli 2008: Manfred Sieber (CDU)
- August 2008 bis Dezember 2014: Christel Rothamel (Einzelkandidatin)

## Persönlichkeiten

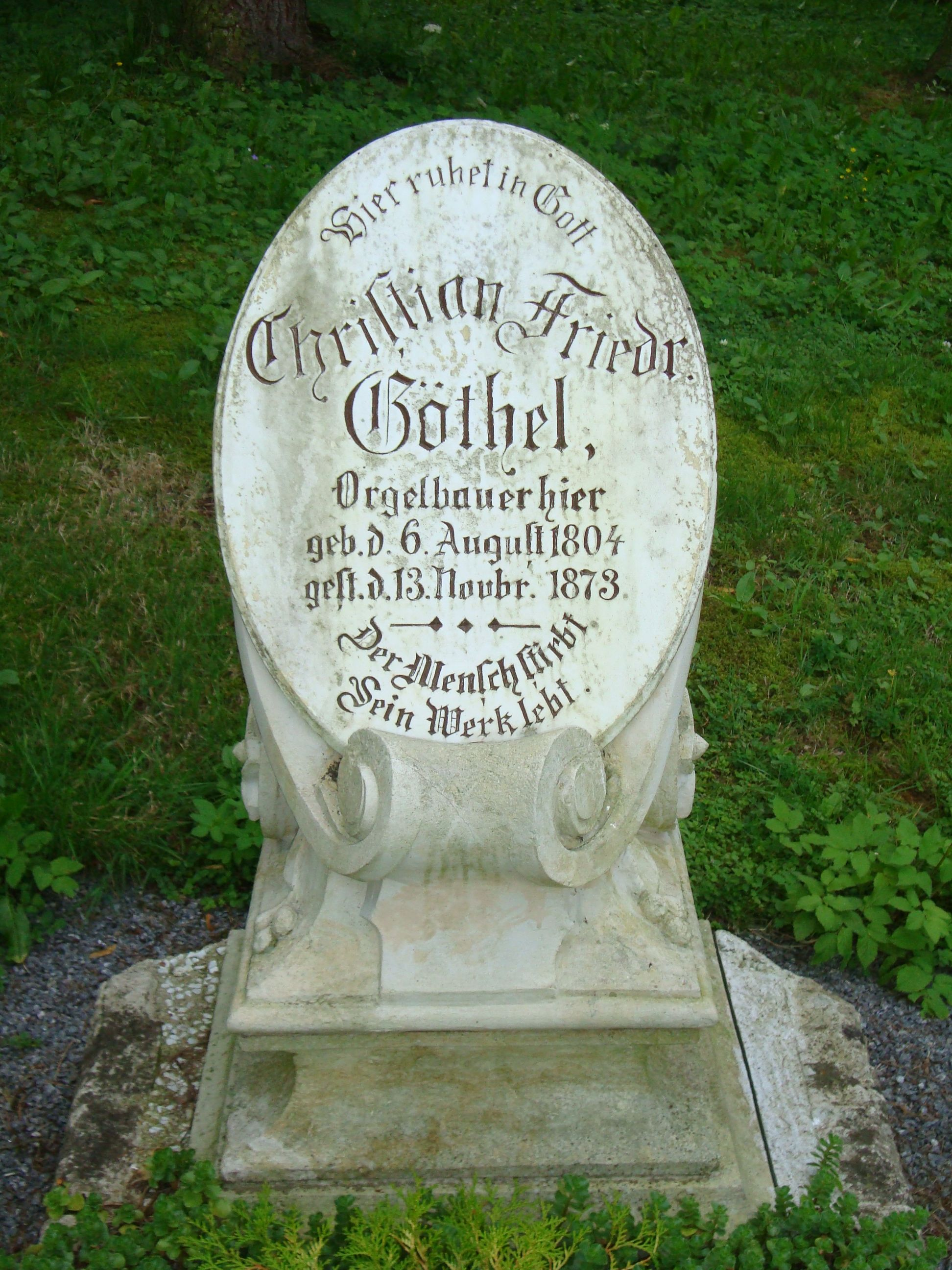
Grab von Christian Friedrich Göthel

- Christian Friedrich Göthel (1804–1873), Orgelbauer
- Ernst Georg August Baumgarten (1837–1884), Forstmann und Erfinder
- Herbert Ender (1901–nach 1933), Reichstagsabgeordneter
- Herbert W. Müller (1914–2017), Maschinenbauingenieur und Hochschullehrer
- Karlheinz Wagner (1938–2019), Endurosportler
- Stefan Semmler (* 1952), Ruderer, viermaliger Weltmeister und zweimaliger Olympiasieger

## Verkehr
Die Bahnstrecke Reitzenhain–Flöha (Flöhatalbahn) verläuft südlich und westlich von Borstendorf. Der Ort hat mit dem Haltepunkt Floßmühle und dem Bahnhof Grünhainichen-Borstendorf zwei Stationen an der Strecke. Sie werden von der Erzgebirgsbahn bedient.